# Бойс, Ронни
Рональд Уильям «Ро́нни» Бойс (англ. Ronald William "Ronnie" Boyce; 6 января 1943 в Ист-Хэме — 13 февраля 2025) — английский футболист, выступавший на позиции полузащитника. На протяжении всей своей карьеры выступал за клуб «Вест Хэм Юнайтед», сыграв 282 матча в Футбольной лиге за эту команду.

## Биография
Будучи школьником, Бойс играл за школьную сборную Англии по футболу и команду школьников Эссекса по крикету. В 1959 году стал игроком «Вест Хэма», дебютировал 13 октября того же года матчем против «Миллуолла» в рамках Южного кубка Floodlight. 22 октября 1960 года он провёл первый матч в Футбольной лиге Англии против «Престон Норт Энд». Всего он сыграл 342 матча за «Вест Хэм» во всех соревнованиях, забив 29 голов (в том числе 282 матча Футбольной лиги и 21 гол в 1960—1972 годах). Также он сыграл 22 матча в Кубке Англии: в финале 1964 года его гол принёс победу «Вест Хэму» над «Престоном» со счётом 3:2. 19 мая 1965 года он участвовал и в финальном матче Кубка Кубков, в котором «Вест Хэм» взял верх над «Мюнхеном 1860» со счётом 2:0. За вклад Бойса в победы команды в кубках его прозвали «Маятником» (англ. Ticker). Последние два сезона в клубе (1971/1972 и 1972/1973) Бойс провёл уже как запасной, уступая место на поле Тревору Брукингу, Билли Бондсу и Пэту Холланду. 13 ноября 1972 года он сыграл прощальный матч против клуба «Манчестер Юнайтед», который тренировал Фрэнк О’Фаррелл, а последнюю игру официально провёл 30 декабря 1972 года против «Лестер Сити» в гостях (поражение 1:2).
После завершения карьеры игрока Бойс вошёл в тренерский штаб своей команды, которой руководил Джон Лайалл: команда одержала победы в финалах Кубка Англии 1975 и 1980 годов. Позже он работал с Билли Бондсом, а в феврале 1990 года на одну игру стал исполняющим обязанности главного тренера. С сентября 1991 и до 1995 года был скаутом клуба. Позже работал в тренерских штабах клубов «Куинз Парк Рейнджерс» и «Миллуолл», в 1998 году стал скаутом клуба «Тоттенхэм». В 2019 году отмечен наградой клуба «Вест Хэм» за прижизненные достижения.

## Достижения
- Победитель Кубка Англии: 1963/1964[10]
- Победитель Суперкубка Англии: 1964[11]
- Победитель Кубка обладателей кубков: 1964/1965[12]